# Chiesa di Santa Melania juniore
La chiesa di Santa Melania juniore è una chiesa di Roma, nel quartiere residenziale Axa, zona Acilia Sud, in via Eschilo 100.

## Storia
La posa della prima pietra dell'edificio sacro, progettato dall'architetto Aldo Aloysi, avvenne il 28 ottobre 1984, alla presenza del cardinale Ugo Poletti, mentre il 2 marzo di due anni dopo lo stesso cardinale consacrò la nuova chiesa aperta al pubblico, dedicandola a Santa Melania, patrizia romana che tra IV e V secolo lasciò tutti i beni dedicandosi alla vita di preghiera e ritirandosi a vita monacale, dapprima a Roma, poi a Gerusalemme, ove morì nel 440. Il 27 novembre 1988 essa ha ricevuto la visita di papa Giovanni Paolo II.
La chiesa è sede parrocchiale, eretta il 1º novembre 1978 con decreto del cardinale vicario Ugo Poletti ed affidata prima ai padri Canossiani e poi al clero diocesano di Roma.

## Architettura e arte
Dal punto di vista artistico la chiesa conserva due opere moderne degne di nota:
- la croce del campanile, composta da due braccia che si intersecano a formare due fasci di spighe; simbolicamente rappresenta il dono della vita di Cristo che si fa pane per il nutrimento dei fedeli;
- una Via Crucis in terracotta, realizzata nel 1986 dallo scultore Giancarlo Miccò: è un pezzo unico lungo 6 metri, ove nelle 14 stazioni sono raffigurati ben 72 personaggi.